# Fimbulisen

Lägeskarta över Fimbul shelfis.

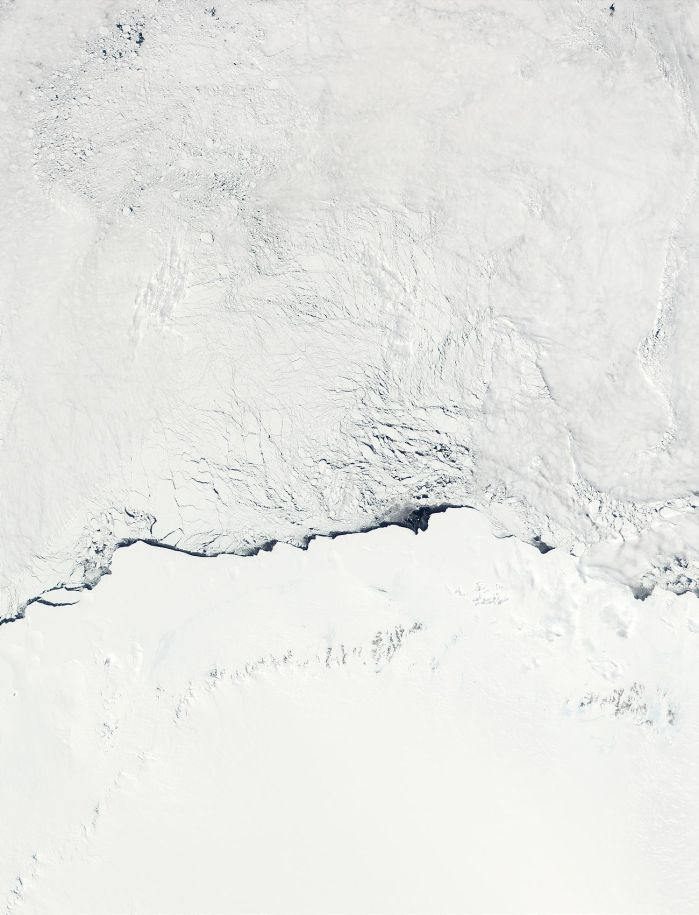
Fimbul shelfis vid Märta- och Astridkusten.

Fimbulshelfisen (engelska: Fimbul Ice Shelf, norska: Fimbulisen) är ett shelfisområde i östra Antarktis. Området är den sjätte största shelfisen i Antarktis.

## Geografi
Fimbulisen ligger i Östantarktis vid Kung Håkon VII:s havs västra del från ön Blåskimmen längs Kronprinsesse Märtha Kyst och Prinsesse Astrid Kyst i Drottning Mauds land. Området har en sammanlagd yta på cirka 41 060 km² med en längd på cirka 200 km och cirka 100 km bred. Shelfisen sträcker sig mellan cirka 69° 00' S till 72° 00' S och 04° 00' V till 10° 00' Ö.
Området matas på med is av bl.a. Jutulstraumenglaciären och Schyttglaciären.

## Historia
Fimbulisen kartlades från luften av den tredje tyska Antarktisexpeditionen 1938–1939.
Området utforskades och kartlades sedan ytterligare av den Norsk-brittisk-svenska Antarktisexpeditionen 1949–1952 och 1958–1959 av den Norska Antarktisexpeditionen. Då fick området också sitt nuvarande namn.
Under det "Internationella Geofysiska året" 1957–1958 öppnade Norge forskningsstationen Norway Station i området, 1959 övertogs stationen av Sydafrika som bytte stationens namn till SANAE (South African National Antarctic Expedition). Stationen har flyttas några gånger och ligger nu som SANAE IV cirka 200 km från ursprungsplatsen.
1966 fastställdes det nuvarande namnet av amerikanska "Advisory Committee on Antarctic Names" (US-ACAN, en enhet inom United States Geological Survey).